# Władysław Jasiński (oficer artylerii)
Władysław Jasiński, ps. „Toporowski”, „Topór” (ur. 7 sierpnia 1904 w Sosnowcu, zm. 8 października 1995 w Komorowie) – podporucznik rezerwy artylerii, oficer AK, powstaniec warszawski.

## Życiorys
Urodził się w rodzinie Michała i Joanny z domu Kmera. W 1910 rozpoczął naukę w szkole powszechnej w Pińczowie. Po jej ukończeniu rozpoczął naukę w miejscowym gimnazjum. W 1920 r. na apel Głównej Kwatery Harcerzy, zgłosił się na ochotnika do służby w Wojsku Polskim. Został wcielony do 201 pułku piechoty i 25 lipca wyruszył na front. Brał udział we wszystkich walkach, aż do wkroczenia pułku do Wilna. Po urlopowaniu z wojska na dokończenie nauki, w 1924 uzyskał maturę, a następnie rozpoczął studia w Wyższej Szkole Handlowej w Warszawie. Po ukończeniu studiów, w latach 1928–1929 odbył przeszkolenie w Szkole Podchorążych Rezerwy Artylerii, a następnie służbę wojskową w 27 pułku artylerii lekkiej we Włodzimierzu Wołyńskim. Po powrocie do Warszawy, od 1929 do 1933 studiował na Wydziale Prawa Uniwersytetu Warszawskiego.
W 1939 walczył w obronie Warszawy jako oficer informacyjny i komendant obrony przeciwlotniczej w rejonie Cytadela – pl. Wilsona. Podczas okupacji żołnierz ZWZ/AK. Jeden z założycieli organizacji konspiracyjnej na Woli. W listopadzie 1943 został skierowany na Żoliborz, gdzie jako zastępca kpt. Nikity Jurczenki-Szlenczaka „Sokoła” współtworzył Wojskową Służbę Ochrony Powstania. Od 1 sierpnia 1944 brał czynny udział w walkach na Żoliborzu najpierw jako zastępca dowódcy WSOP 1 Rejonu Żoliborz, a następnie zastępca dowódcy 206 plutonu Zgrupowania „Żaglowiec”. Jeden z nielicznych oficerów, którzy sprzeciwili się wykonaniu rozkazu opuszczenia Żoliborza, wydanego 1 sierpnia przez ppłk. Mieczysława Niedzielskiego „Żywiciela”. Od 2 do 4 sierpnia dowodził licznym oddziałem ochotników, z którymi zdobył obsadzony przez Niemców gmach Państwowego Liceum i Gimnazjum im. księcia Józefa Poniatowskiego przy ul. Lisa Kuli 16 i zajął centralę telefoniczną, tzw. małą PAST-ę przy ul. Felińskiego 39. W czasie powstania był dwukrotnie ranny, 3 października ewakuowany do szpitala w Tworkach, skąd po 10 dniach zbiegł do Pińczowa. Tam ponownie włączył się do konspiracji i został szefem szkoleniowym III batalionu 120 pułku piechoty AK Ziemi Pińczowskiej, wchodzącego w skład krakowskiej 106 Dywizji AK.
Po ujawnieniu się, w kwietniu 1945 został pełnomocnikiem rządu na Ziemie Odzyskane, a następnie starostą powiatu kamieńskiego. W latach 1948–1950 był członkiem Wojewódzkiej Rady Narodowej w Szczecinie z ramienia PSL/ZSL oraz sekretarzem Komitetu Wojewódzkiego ZSL w Szczecinie. W latach 1951–1970 działał w różnych organizacjach spółdzielczych. Od 1957 r. był członkiem ZBoWiD, od 1980 do 1990 prezesem Środowiska Żołnierzy Armii Krajowej „Żywiciel”.

## Awanse
- podporucznik rezerwy, zweryfikowany do stopnia porucznika (1946),
- kapitan (1973),
- major (1990).

## Ordery i odznaczenia
- Krzyż Oficerski Orderu Odrodzenia Polski (1987)
- Krzyż Kawalerski Orderu Odrodzenia Polski (1980)
- Krzyż Srebrny Orderu Wojennego Virtuti Militari
- Krzyż Walecznych (trzykrotnie: 1920, 1949 i 1974)
- Medal Wojska (czterokrotnie: 1948)
- Krzyż Partyzancki (1959)
- Warszawski Krzyż Powstańczy (1981)[1]
- Krzyż Armii Krajowej (1967)
- Medal za Warszawę 1939–1945 (1946)
- Medal Zwycięstwa i Wolności 1945 (1958)
- Krzyż za Udział w Wojnie 1918–1921 (1990)
- Krzyż Kampanii Wrześniowej 1939 r. (1985)
- Złoty Krzyż Za Zasługi dla ZHP (1986)
- Złota Odznaka honorowa Za Zasługi dla Warszawy (1979)